# Église Santi Gioacchino e Anna ai Monti
L'église Santi Gioacchino e Anna ai Monti (en français : Église Saints-Joachim-et-Anne-à-Monti) est une église romaine située dans le rione de Monti sur le largo Venosta et dédiée à Anne et Joachim son mari.

## Historique
L'église est édifiée à partir de 1589 et est complétée au XVIIIe siècle avec la construction du couvent des sœurs de François de Paule aujourd'hui devenu un caserne de carabinieri.

## Architecture et intérieur
L'église est bâtie sur un plan de croix grecque.